# 李國標
李国标，广东省博罗县龙华鎮太和墟人。清末武官。

## 生平
相传祖籍和平塘肚，嘉靖协营守备李籣后裔。光绪十五年（1889年）中式武举人，光绪十六年（1890年）庚寅恩科会试连捷，中式五十八名武进士，钦点蓝翎侍卫。

## 遗迹
建有李国标家祠，梁启超、江逢辰手书祠联刻入石柱：上联是“仕作执金吾薄宦风尘久京洛”，旁边刻“清臣仁兄同年雅属”。下联是“家住神仙窟开门朝暮见罗浮”，侧属“梁启超书”四个字，落款是“江逢辰、梁启超敬赠”。该家祠被列为县级文物保护单位。
 （页面存档备份，存于）